# Kystklima
Et kystklima er et klima, hvor havnærhed mildner og udjævner de forventelige, årlige maksimum- og minimumtemperaturer – under den forudsætning, at vinden bærer mildningen ind over lande der ligger nær kysten.
Kystklima er defineret som steder hvor forskellen på den koldeste og den varmeste måned er mindre end 18 grader celsius. Hvis forskellen er større, er der fastlandsklima.
Klimaet på et sted bestemmes først og fremmest af, hvor lang afstand der er fra ækvator til stedet. Dette forhold bestemmer nemlig indfaldsvinklen på solstrålerne og dermed den energimængde, der modtages pr. kvadratmeter. Afstanden angives ved hjælp af breddegraden, hvor ækvator svarer til 0 graders bredde, og hvor Nordpolen og Sydpolen svarer til 90 graders bredde.
Jo større afstand til ækvator, des lavere årlig gennemsnitstemperatur. Dette forhold begrunder, at kloden kan inddeles i klimabælter, der omkranser den. Når det er konstateret, hvilket klimabælte et sted befinder sig i, kommer havnærhed ind som den næste, afgørende faktor. Vands høje varmefylde gør, at havnære egne får køligere og senere somre end forventeligt efter breddegraden. På den anden side, men af samme grund, får de samme egne senere og mildere vintre.
Det er kun i de områder af verden, hvor den almindeligste vindretning fører barometerlavtryk fra havet og ind over land, at kystklimaet bliver rigtigt mærkbart. Det sker f.eks. i Danmark, hvor den herskende vindretning er vest eller nordvest. Østsibirien, som ligger på samme breddegrad, og som har store, havnære områder, får alligevel ikke kystklima, fordi de herskende vindretninger fører højtryksluft fra land og ud over havet.